# Jumbo
Jumbo (n. aprox. decembrie 1860, Eritreea – d. 15 septembrie 1885, St. Thomas, Ontario, Canada) a fost un elefant african (Loxodonta africana), primul animal de circ celebru la nivel internațional. A fost adus din Africa la menajeria de pe lângă Grădina Botanică din Paris. Din 1865 a fost ținut în Grădina Zoologică din Londra, de unde a fost cumpărat în 1882 de antreprenorul și showman-ul american Phineas Taylor Barnum. A murit lovit de tren. De la sfârșitul secolului al XIX-lea și până în prezent este talismanul Universității Tufts din SUA.

## Viața
Până în secolul al XIX-lea, foarte puțini elefanți africani erau aduși în Europa. Izvoarele scrise atestă doar trei astfel de cazuri. În secolul al XIII-lea, menajeria de pe lângă Turnul Londrei adăpostea un elefant african dăruit în 1255 regelui Angliei Henric al III-lea de către regele Franței Ludovic al IX-lea. Un alt elefant, imortalizat în gravura Schongauers Elefant de către gravorul și ilustratorul german Martin Schongauer în jurul anului 1485, a fost trimis de către Ioan al II-lea al Portugaliei imperatorului Sfântului Imperiu Roman Frederic al III-lea.
În februarie 1862, un grup de vânători arabi, năimiți de colecționarul bavarez Johann Schmidt, au capturat un pui de elefant cu vârsta de 1 an și înălțimea de 1 m. În același an, la Gare d'Austerlitz, Schmidt a vândut animalul menajeriei de pe lângă Grădina Botanică din Paris. La 26 iunie 1865 a avut loc un schimb între menajeria din Paris și Grădina Zoologică din Londra, în care tânărul elefant împreună cu două echidne au fost schimbați pe un rinocer. Acest transfer s-a dovedit a fi salvator pentru animalele evacuate din Paris, întrucât în timpul Războiului franco-prusac parizienii înfometați au ucis toate animalele ținute în captivitate.

### Viețuirea în Londra

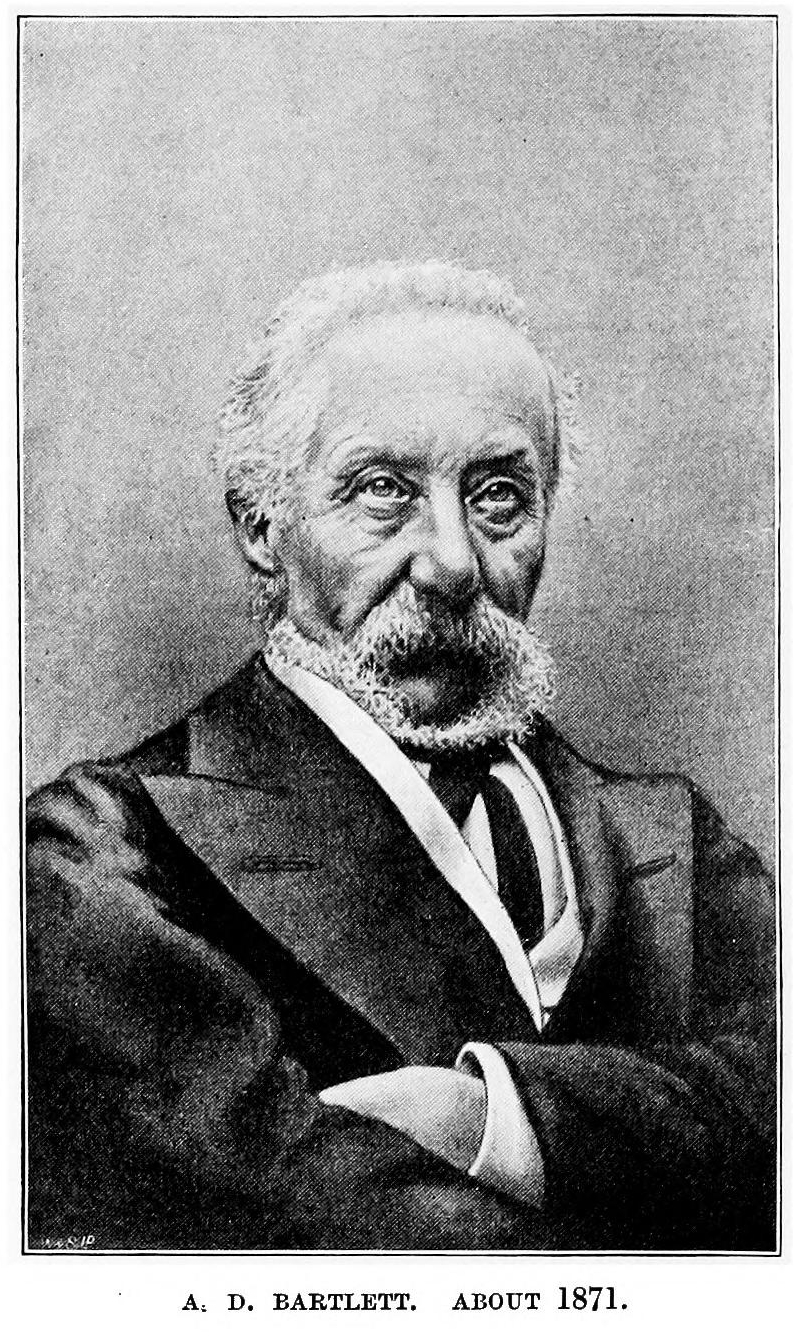
Abraham Dee Bartlett în jurul anului 1871

Proaspăta achiziție a Grădinii Zoologice din Londra a fost botezată „Jumbo” de către directorul acesteia, zoologul și taxidermistul britanic Abraham Dee Bartlett, acesta fiind inspirat probabil de cuvântul din limba swahili „jumbo”, care se traduce ca „salut”, sau „jumbe”, care se traduce ca „conducător”. Pe parcursul următorilor 16 ani, Jumbo a devenit, împreună cu hipopotamul Obaysch, principala atracție a Grădinii. Elefantul a devenit favoritul copiilor, pentru că acesta îi plimba pe spinare. La Grădina din Londra a fost vizitat de peste un milion de copii, printre care tinerii Winston Churchill, Theodore Roosevelt și alți copii ale unor celebre dinastii din Europa. Victoria a Regatului Unit vizita des grădina zoologică și, de multe ori, îl servea pe Jumbo cu pâine. Datorită efortului depus de oamenii presei, care evocau motivul elefantului gigantic în articole, cronici, fotografii, desene și caricaturi, Jumbo a căpătat renume mondial către sfârșitul anilor 1870.
Pe parcursul anilor 1870, dimensiunile animalului se măreau pe zi ce trece. Către anul 1880, a atins înălțimea de 3,25 m și greutatea de 6 t. Ridicându-se pe labele posterioare și întinzându-și trompa de 2 m, putea atinge obiecte aflate la 7 m înălțime. Rația zilnică de alimente a lui Jumbo era alcătuită din 200 funți (aprox. 90 kg) de fân, 2 obroace (aprox. 70 l) de ovăz, 2 l de ceapă, un bidon de cartofi și 10-15 pâini. Mai mult, supraveghetorul Matthew Scott, cu care elefantul a fost de nedespărțit până la sfârșitul vieții, îl servea din când în când cu câte un bidon de bere tare sau o sticlă de whisky. Scott susținea că alcoolul îi era benefic animalului, întrucât acționa asupra lui ca un „elixir al sănătății” și îi stimula creșterea.
În anul 1880, Jumbo a început să fie afectat de musth, o stare de comportament caracteristică elefanților masculi, provocată de creșterea nivelului de testosteron și caracterizată prin comportamentul agresiv al animalului. La acea vreme, acest tip de comportament încă nu fusese supus unui studiu amănunțit. Rupându-și colții, Jumbo se năpustea ore întregi asupra ușii cu gratii de fier a ocolului său. Femela elefant Alice nu-i trezea lui Jumbo niciun interes. Avocatul și zoologul britanic Philip Lutley Sclater mărturisea că în cadrul Societății zoologilor din Londra, pe care o conducea, a fost pusă problema uciderii elefantului, întrucât acesta devenise prea periculos pentru a mai putea fi ținut într-o grădină zoologică publică.

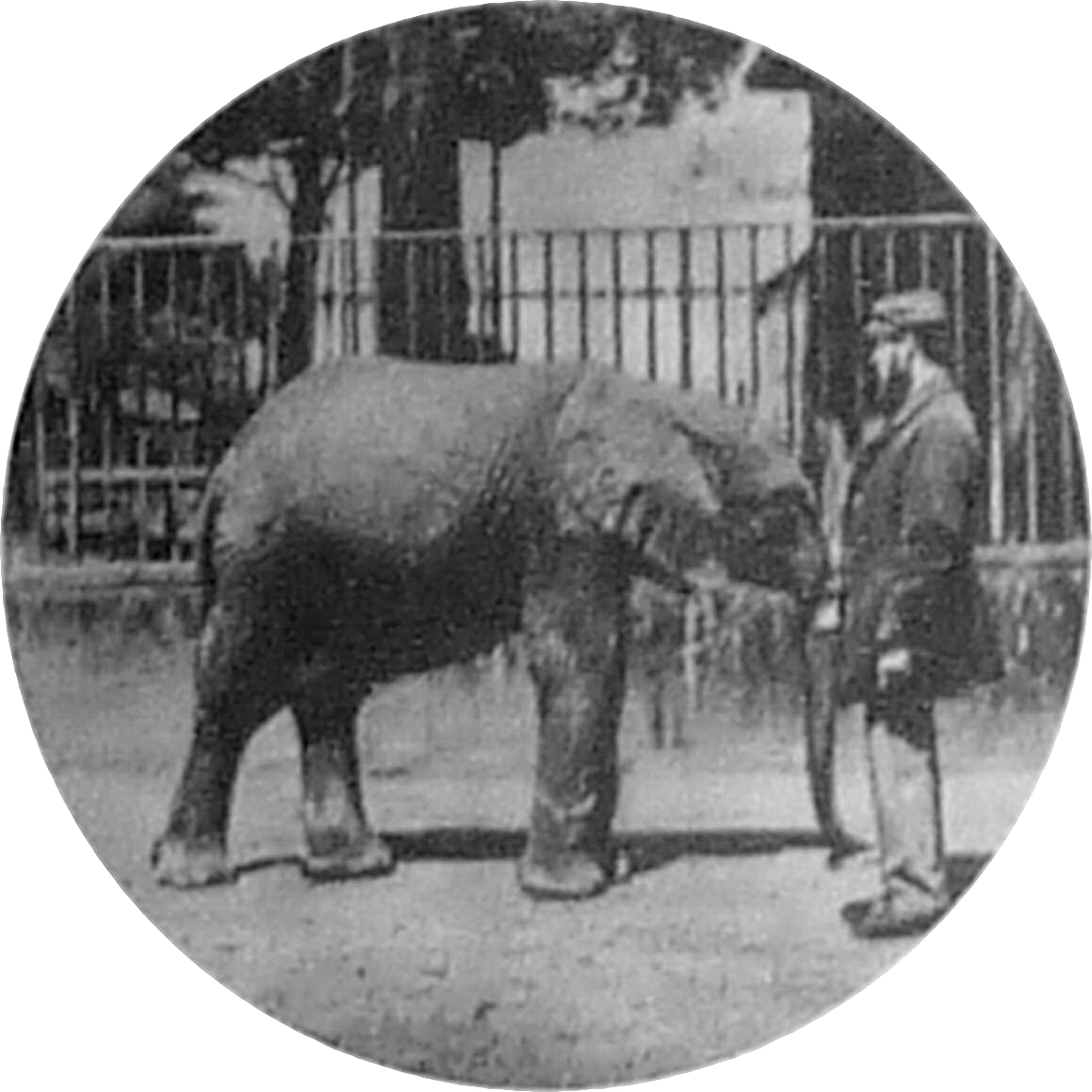
Jumbo la 4 ani, 1865
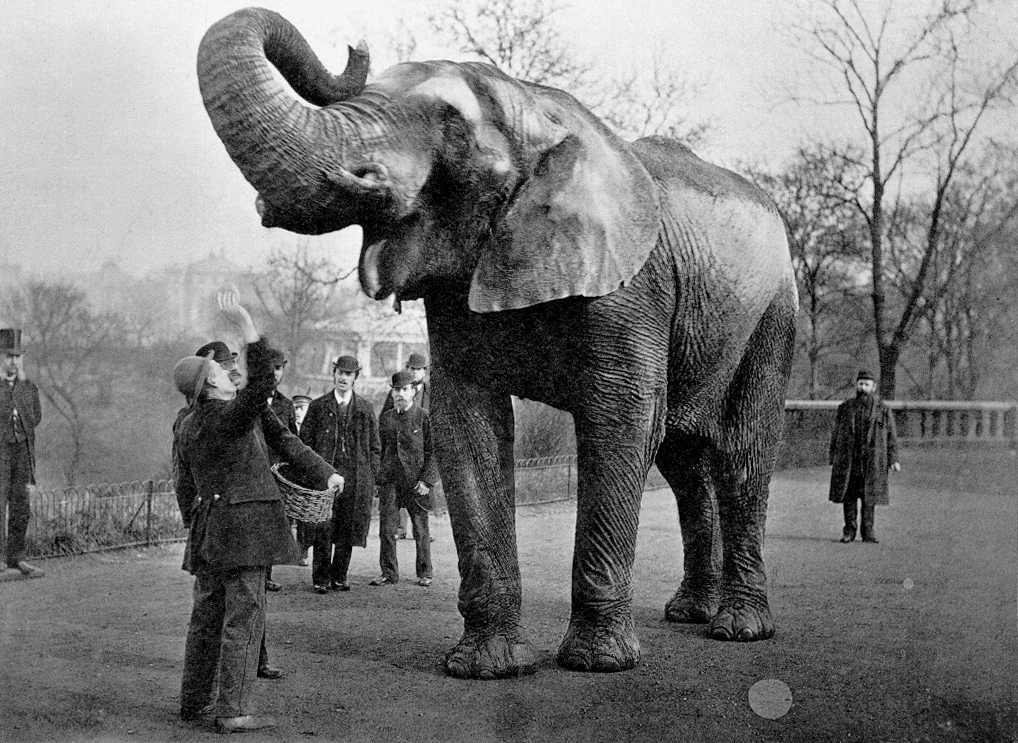
Jumbo și Matthew Scott, 1882
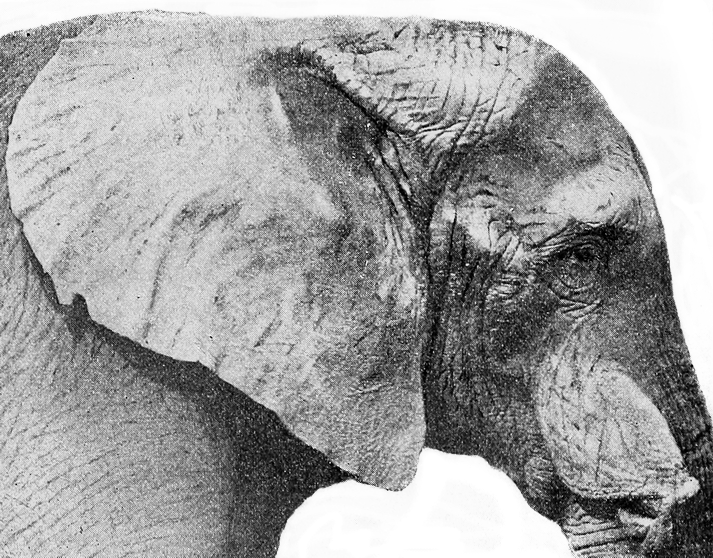
Capul lui Jumbo

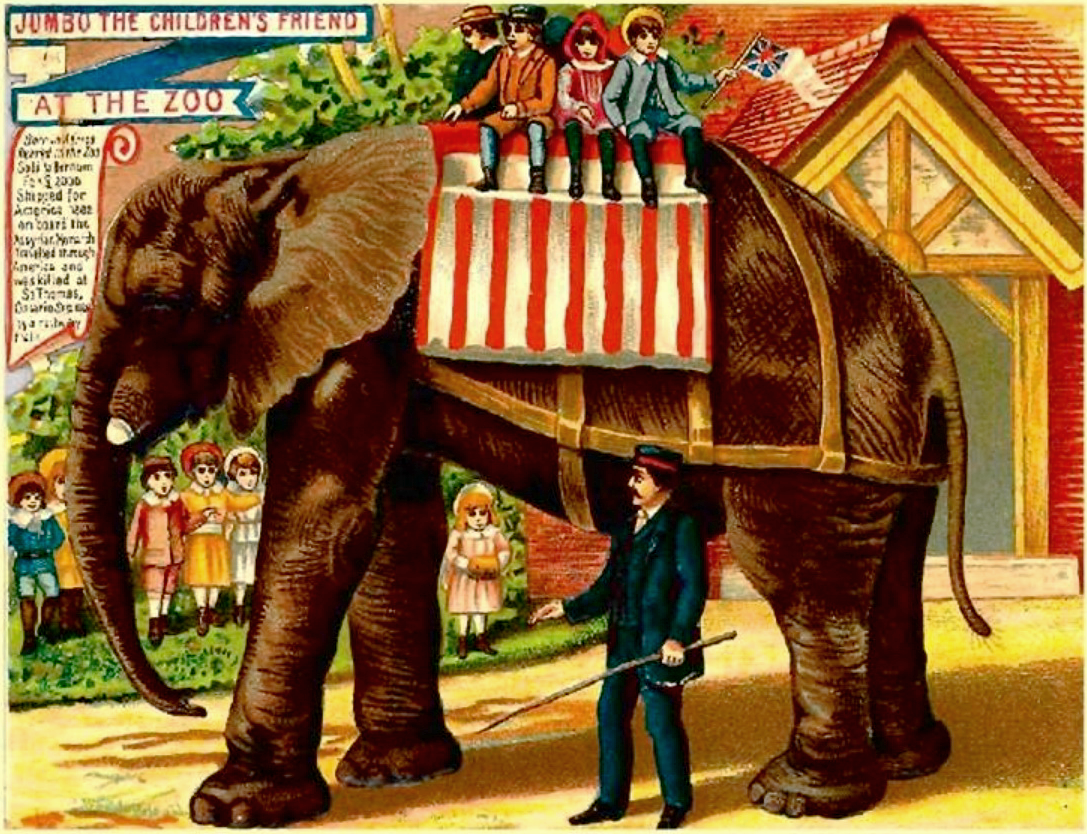
Jumbo, prietenul copiilor: ilustrată din Regatul Unit, aprox. 1880

În anul 1882, antreprenorul și showman-ul american Phineas Taylor Barnum, proprietarul circului The Greatest Show on Earth, care a încercat de multe ori în trecut achiziționarea a diferite lucruri celebre din Anglia (inclusiv casa în care s-a născut William Shakespeare, colecția de figuri de ceară din Madame Tussauds, cât și un stejar plantat de George Gordon Byron în abația Newstead atunci când acesta avea 10 ani), a propus Societății zoologilor să îi vândă elefantul pentru 10.000 de dolari americani. Afacerea a fost acceptată la o adunare a Societății, fapt ce a stârnit o nemulțumire masivă în Regatul Unit. Mii de școlari englezi s-au adresat reginei Victoria și prim-ministrului William Gladstone cu rugămintea de a nu permite comercializarea elefantului. Regina Victoria, Eduard al VII-lea și specialistul în teoria artei John Ruskin au trimis Societății zoologilor o scrisoare deschisă în care și-au exprimat „marea uimire” pe marginea activității comerciale a zoologilor de frunte ai țării. Regina s-a oferit să compenseze personal pierderile lui Barnum în cazul în care contractul de vânzare-cumpărare va fi anulat.
Imediat ce a aflat despre comercializarea elefantului, populația Londrei a fost cuprinsă de așa-numita „jumbomanie”, tendința de a numi în cinstea elefantului diferite obiecte legate direct sau indirect de acesta. Mătasea de culoarea pielii de elefant, numită și ea „jumbo”, a devenit senzația sezonului. A crescut cererea de pălării, paltoane, cravate și evantaie de aceeași nuanță. Diferite bucate, printre care supă și carne înăbușită, au fost numite „jumbo”. Cărțile, broșurile, culegerile de cântece și calendarele dedicate elefantului se vindeau în tiraj extins. Jurnalul Punch a publicat o caricatură în care lui Barnum i se propunea să-l ia în America nu pe Jumbo, ci pe anticlericalul Charles Bradlaugh, fondatorul Societății naționale laice, reprezentat în caricatură ca un porc sălbatic. Revista London Fun a propus ca leul de pe stema Regatului Unit să fie înlocuit cu un elefant, iar motto-ul țării să fie schimbat din Dieu et mon droit („Dumnezeu și dreptul meu”) în Dieu et mon Jumbo! („Dumnezeu și al meu Jumbo!”).
Obținând sprijinul unor persoane influente din politica și societatea britanică nemulțumite de comercializarea „averii de importanță națională”, membrii Societății zoologilor Berkeley Hill și Sir George Bowyer au dat în judecată Societatea, cerând să fie anulat contractul de vânzare-cumpărare pe motiv că nu satisface legea britanică. La ședința de judecată, petrecută pe 9 martie 1882, contractul a fost declarat legal.
La 24 martie 1882, elefantul și supraveghetorul său au urcat la bordul vaporului Assyrian Monarch, care se îndrepta către New York. Plecarea a avut loc mai târziu decât s-a prevăzut, din cauza lui Jumbo care, alarmat fiind de gălăgia și agitația din jurul grădinii zoologice și de caii puternici înhămați să-l transporte, nu voia să părăsească grădina. Elefantul a fost, în sfârșit, ademenit de Matthew Scott și William Newman, dresor de frunte în circul lui Barnum, în containerul de lemn pregătit pentru transportarea lui. Mai târziu s-a descoperit că o pricină a încăpățânării neobișnuite a lui Jumbo au fost eforturile depuse de lucrătorii grădinii de a ademeni elefantul înapoi în ocol, motivați fiind de păstrarea sursei sigure de venit (vizitatorii grădinii le ofereau bacșișuri generoase). Când a aflat aceasta, directorul Bartlett l-a amenințat pe Scott că-l va concedia pentru sabotaj. Îndărătnicia lui Jumbo le-a dat ziariștilor motiv să răspândească vestea că „favoritul familiei regale” dă dovadă de patriotism.

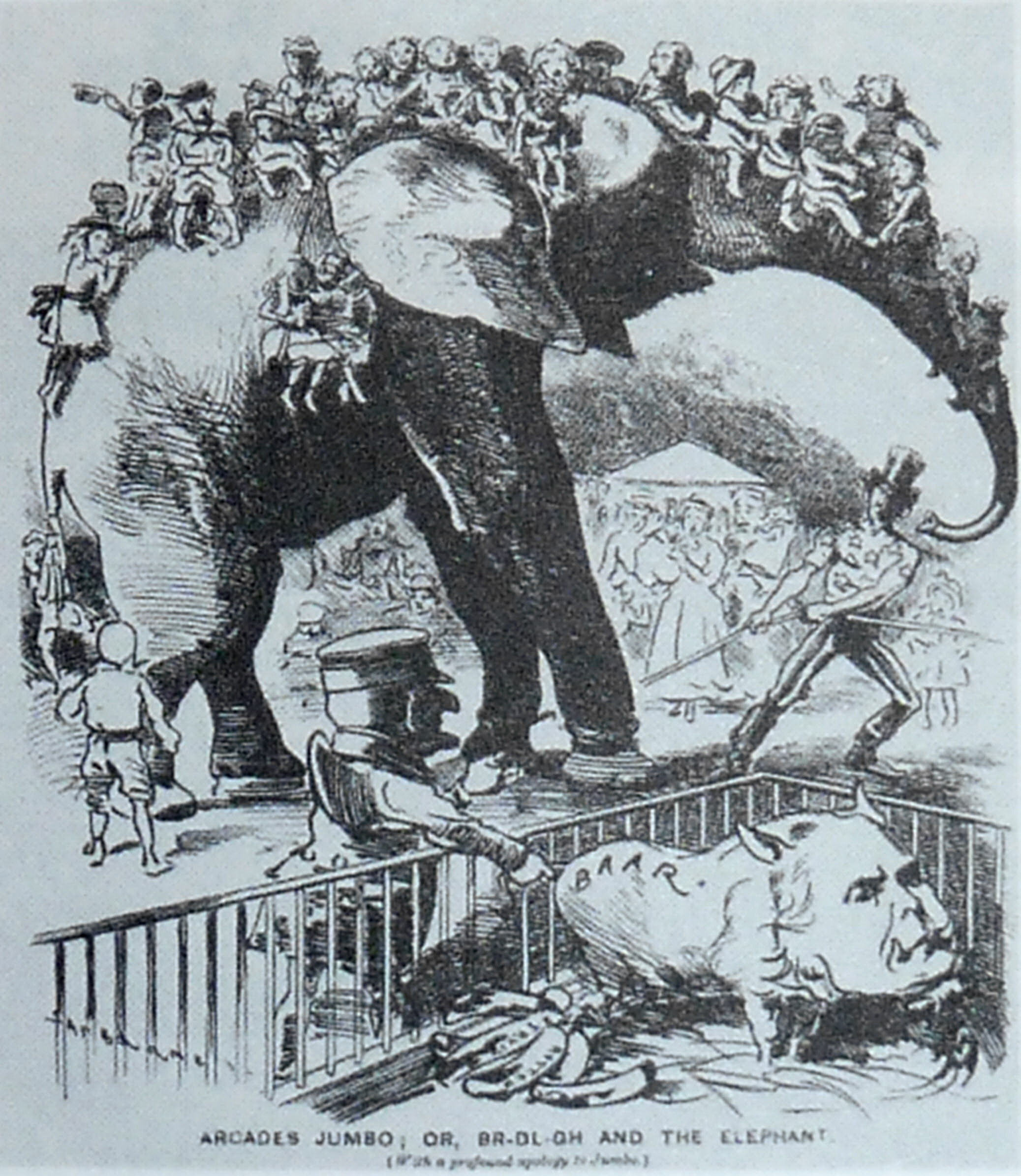
Caricatura lui Charles Bradlaugh din jurnalul Punch
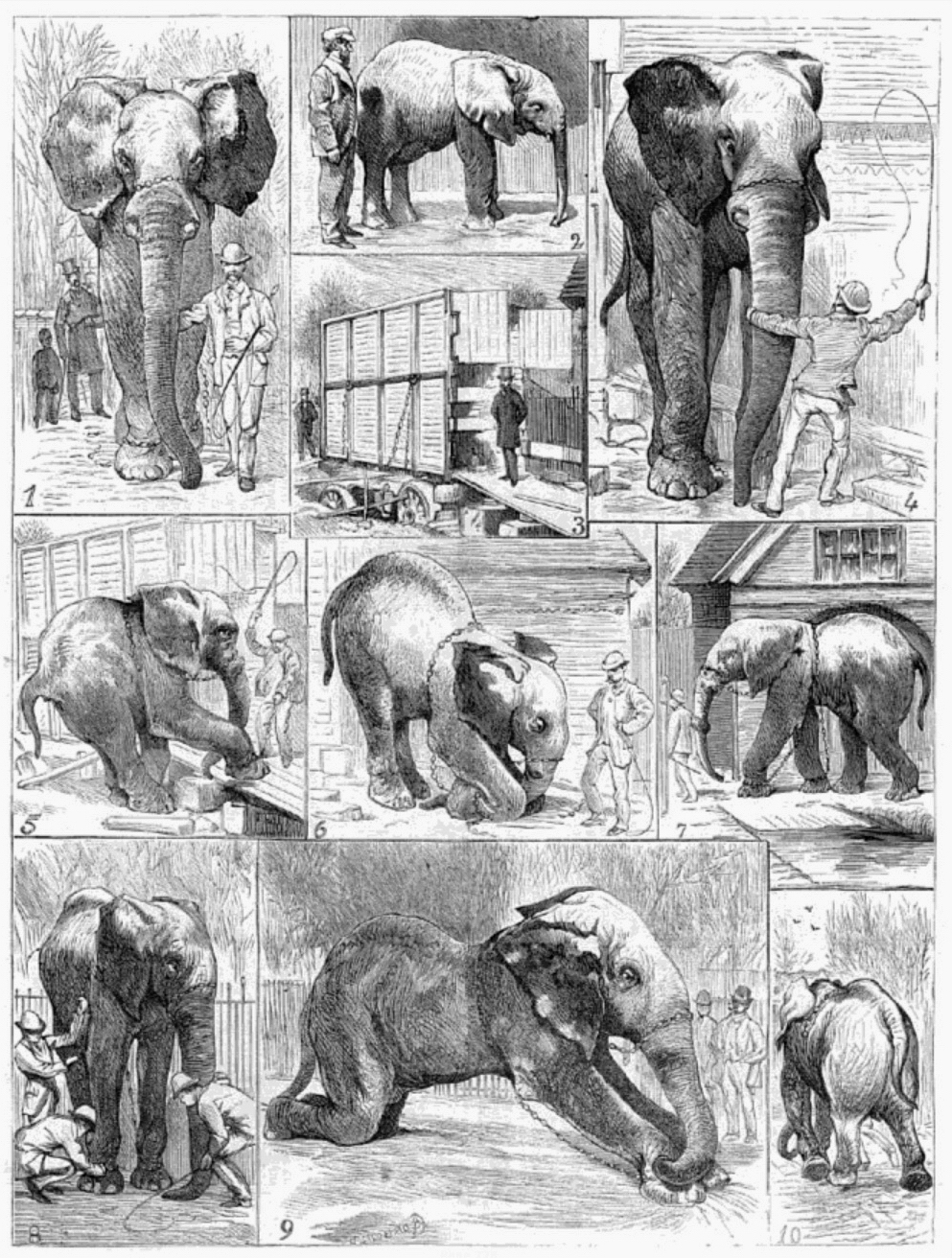
„Jumbo refuză să părăsească Londra”
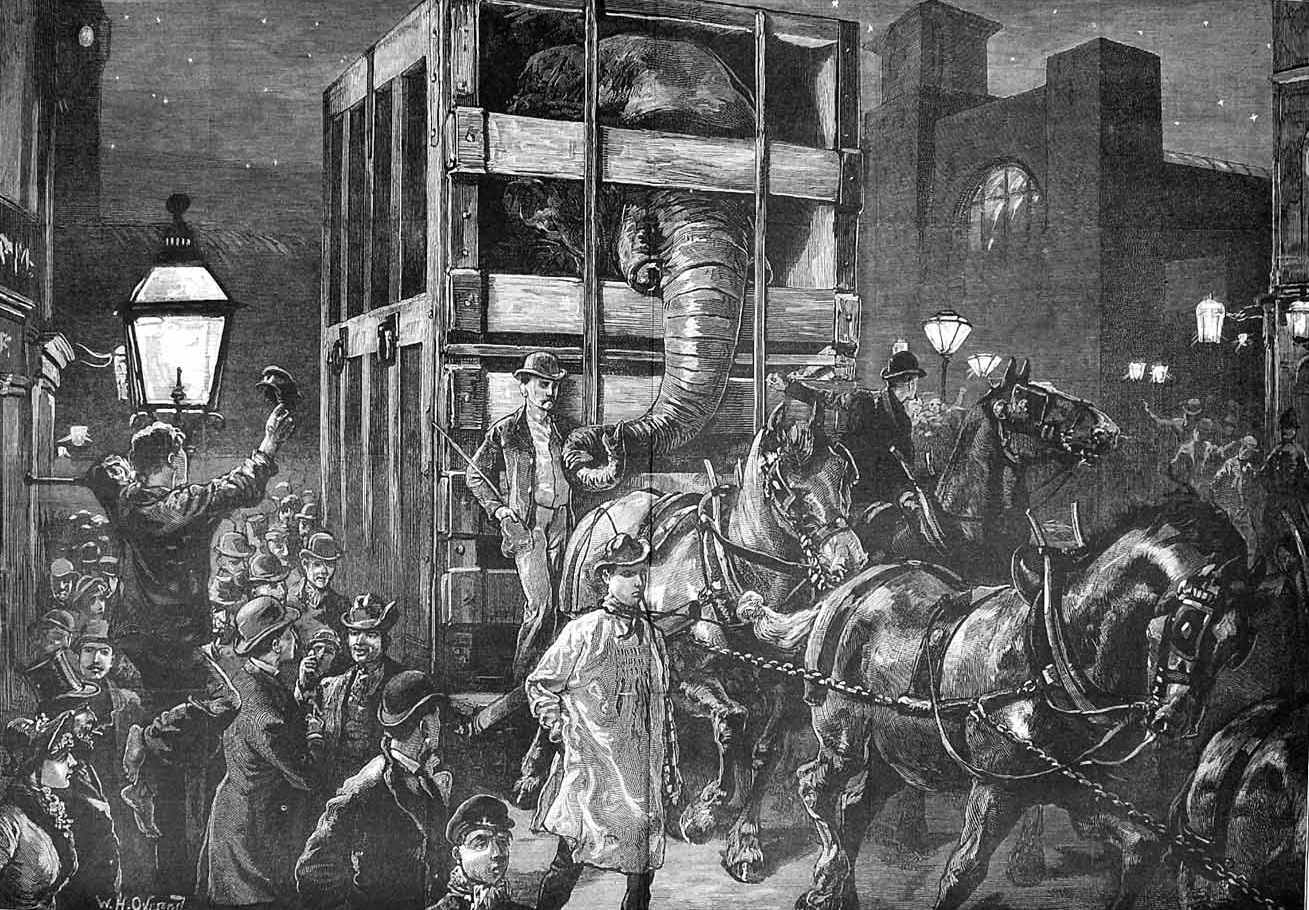
Jumbo condus spre Assyrian Monarch

### Viețuirea în America

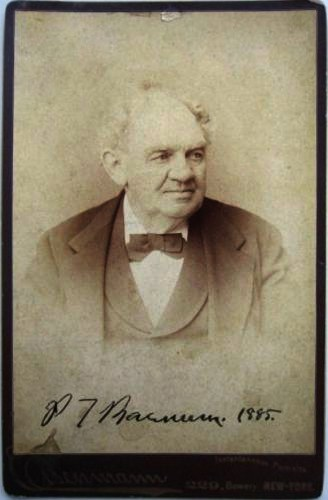
Phineas Taylor Barnum, 1885

În cinstea sosirii la New York, pe 9 aprilie 1882 a fost organizată o paradă de amploare, care consta în defilarea de-a lungul Broadway-ului spre hipodromul Madison Square Garden, cu acompaniamentul muzical a trei fanfare. Jumbo era transportat pe o platformă specială trasă de 16 cai și împinsă de doi elefanți.

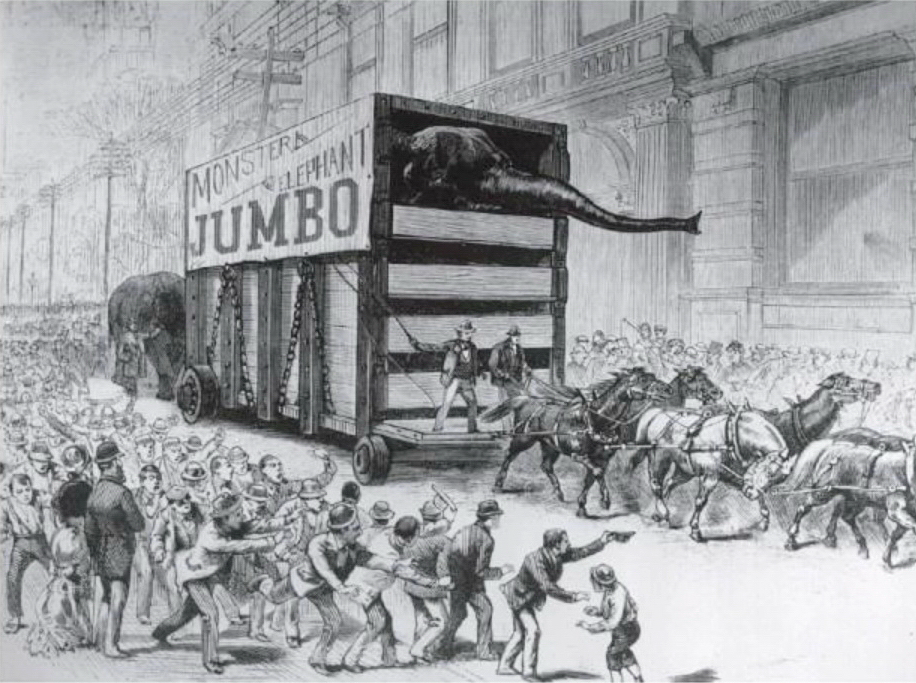
Parada de pe Broadway. Ilustrare de revistă. SUA, aprilie 1882

Jumbo era descris în afișe și fluturași ca fiind un animal de dimensiuni extraordinare: „Trompa lui e de mărimea unui crocodil adult, coada e la fel de mare ca piciorul unei vite, iar urma pe care le lasă pe nisip parcă e un crater lăsat de un om foarte obez aruncat de pe o clădire foarte înaltă”. Barnum, pentru a înteți interesul față de noua lui achiziție, a lansat în presă zvonuri precum că stăpânii britanici ai lui Jumbo ar fi încercat să-l hrănească cu chifle otrăvite, în nădejdea că acesta va alege moartea decât „robia la yankeii ăia vulgari”.
Transportarea lui Jumbo din Londra în New York l-a costat pe Barnum 20.000$, ceea ce reprezintă de două ori mai mult decât suma pe care acesta a dat-o pentru a-l cumpăra. Turneele de amploare pe care trupa de circ (până în 1888 The Greatest Show on Earth, după care P. T. Barnum’s Greatest Show on Earth and the Great London Circus, Sanger’s Royal British Menagerie and Grand International Allied Shows United) le întreprindea cereau și ele investiții masive: către sfârșitul unui sezon de turnee, cheltuielile de transport depășeau 100.000$. Cei 30.000$ investiți în Jumbo au fost recuperați în doar patru zile de expunere a animalului în Madison Square Garden. La un an de când făcea parte din circul lui Barnum, Jumbo îi adusese acestuia venituri între 1,5 și 1,7 milioane de dolari americani. În anii 1882-1885, în cadrul prezentărilor din SUA și Canada, elefantul a fost văzut de 16 milioane de adulți și 4 milioane de copii.
De la apariția lui Jumbo în America, anunțul recitat de prezentatorul de circ a devenit: „Monarhul suprem al unei rase mărețe, colosul elefanților, cel mai mare și cel mai faimos animal din lume, care a dus în spate pe regina Victoria, toată familia regală și peste un milion de copii, tocmai sosit din Grădinile zoologice regale, JA-AMBO!”. De regulă, „colosul elefanților” ieșea pe arenă însoțit de elefantul pitic Tom Thumb (din engleză „Tom cel pitic”) care, după Barnum, trebuia să accentueze dimensiunile mari ale lui Jumbo. Alți elefanți demonstrau diverse trucuri, cum ar fi ridicarea pe labele anterioare, datul în scrânciob sau echilibristica pe butoaie. Întrucât Jumbo nu putea face astfel de trucuri (elefanții africani, spre deosebire de cei indieni, nu pot fi dresați), el era condus împrejurul arenei sau pur și simplu lăsat să stea într-o parte, „oarecum plictisit”, după cum își amintesc spectatorii.
Motivul elefantului gigantic, la fel ca în Regatul Unit, era intens exploatat de antreprenori. În cinstea lui au fost numite țigarete, mănuși de bucătărie și o mașină de cusut mare. Fluturași cu imaginea lui Jumbo promovau țesături, săpun, pastă de dinți și praf de copt.
La 17 mai 1884, Jumbo a participat la o prezentare publică organizată de primăria orașului New York pentru a demonstra rezistența noului pod Brooklyn. 20 de elefanți din circul lui Barnum, în frunte cu Jumbo, au defilat de-a lungul podului.

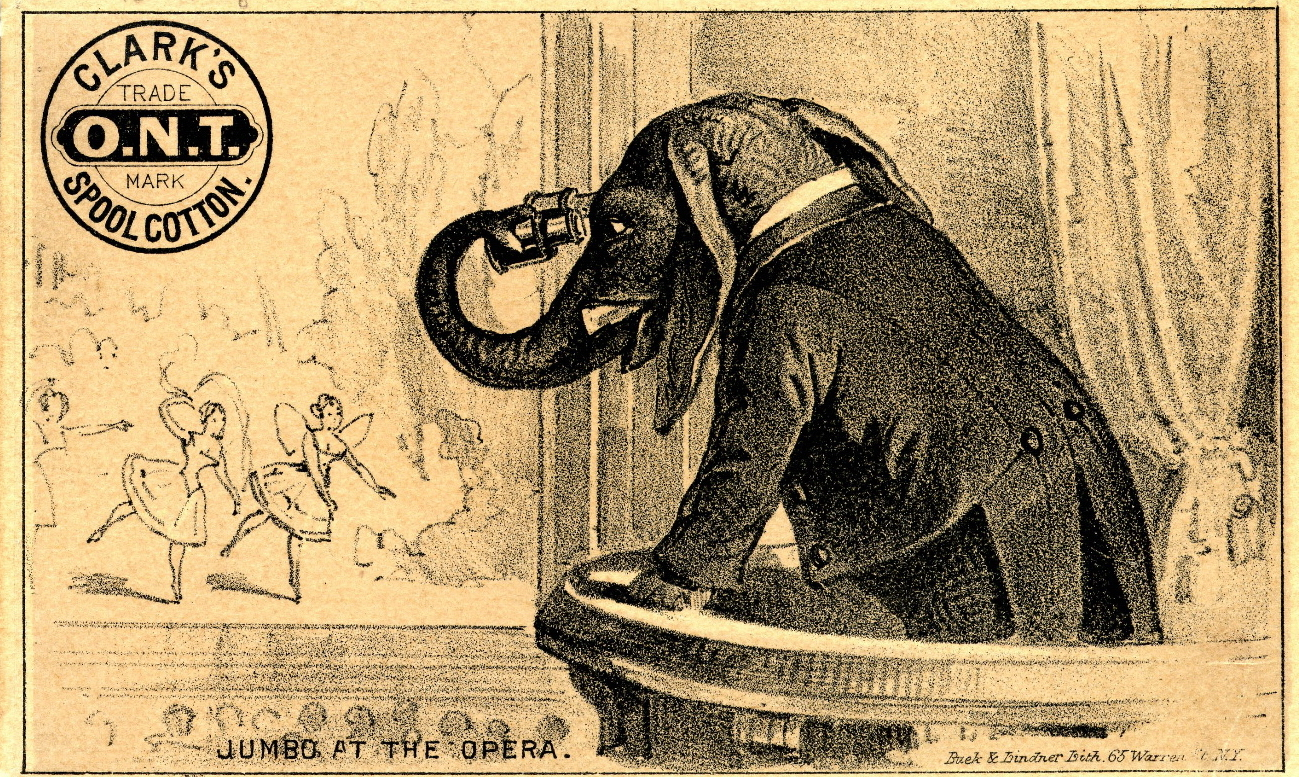
Reclamă pentru articole vestimentare
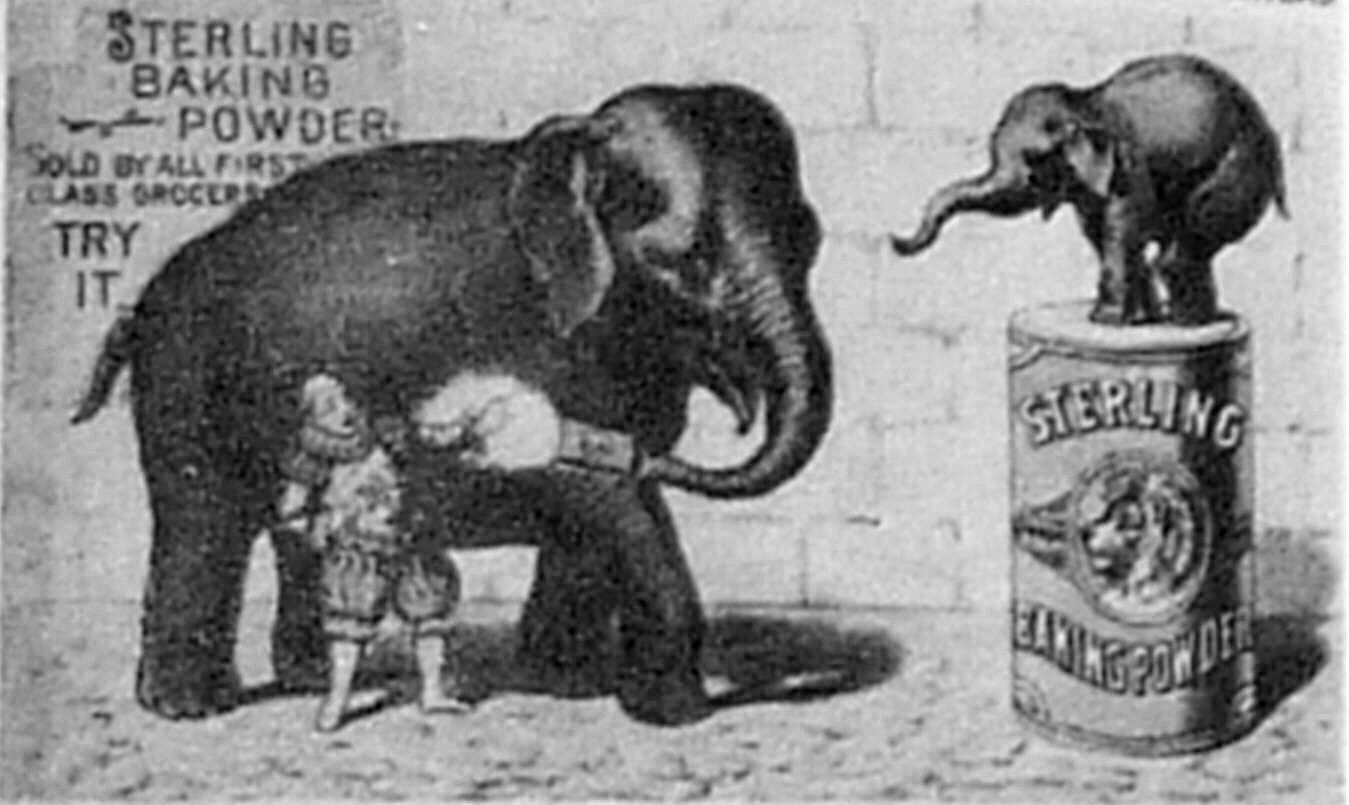
Reclamă pentru praf de copt
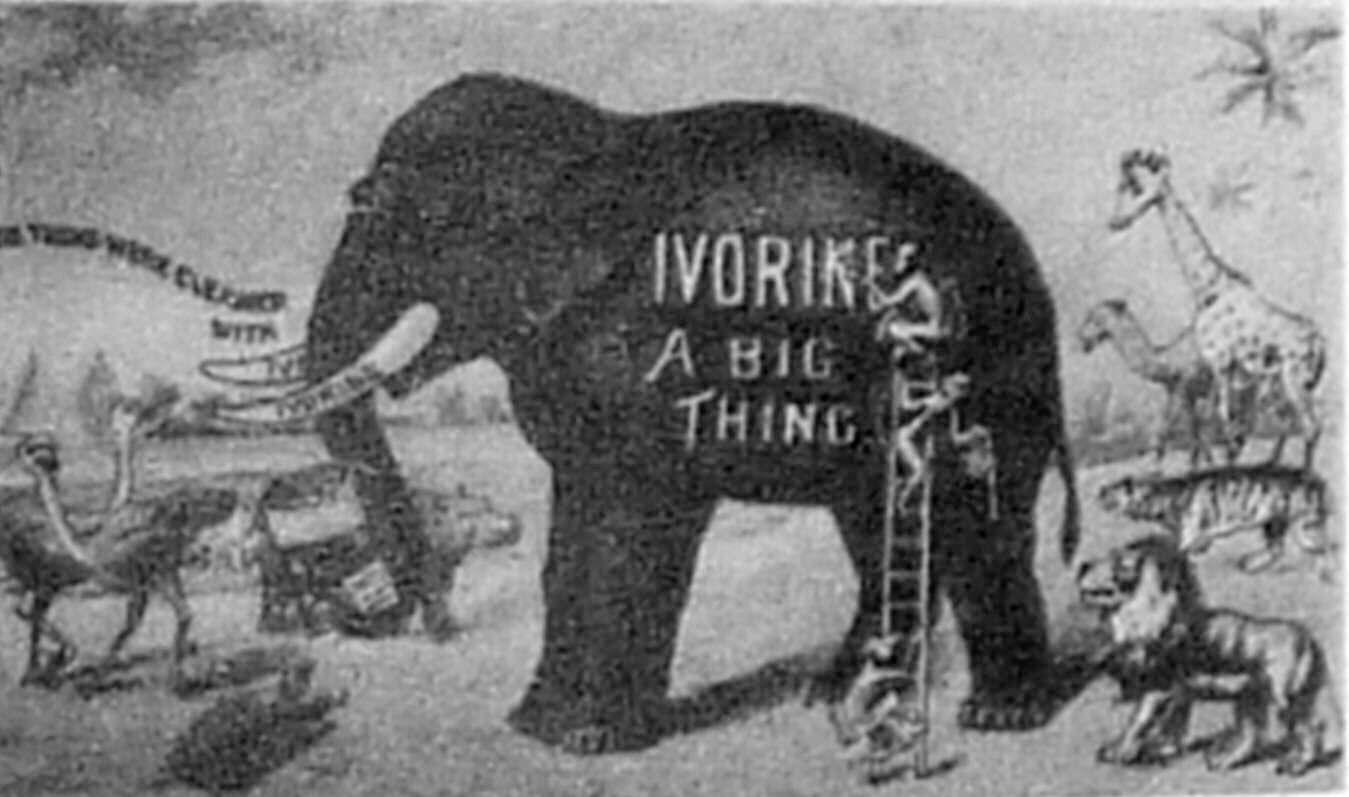
Reclamă pentru pastă de dinți

## Moartea

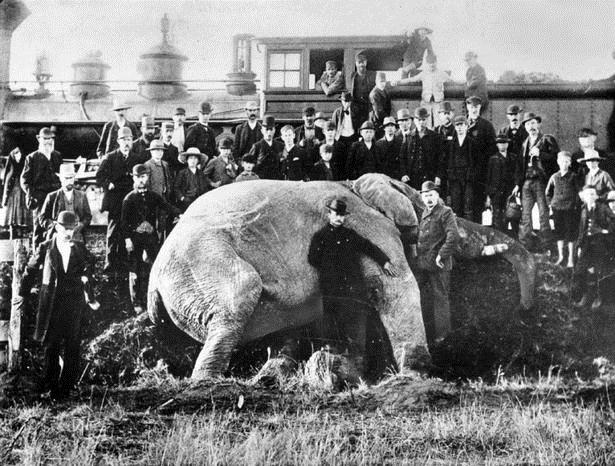
Cadavrul lui Jumbo la stația de trenuri din St. Thomas, Ontario, Canada, la 15 septembrie 1885

În seara de 15 septembrie 1885, trupa lui Barnum, aflată în turneu în sudul Canadei, și-a încheiat prestația în orașul St. Thomas, provincia Ontario. Jumbo, însoțitorul Matthew Scott și elefantul pitic Tom Thumb se îndreptau către vagonul lor. Vagonul celor doi elefanți se afla pe linia principală, iar pentru a ajunge la el, ei trebuiau să traverseze linia de rezervă, pe care staționa trenul trupei. O parte din parapetul de protecție a terasamentului de cale ferată fusese dezasamblată și o despărțitură fusese lăsată între două vagoane ale trenului pentru a facilita accesul la linia principală. Când Jumbo urca deja pe terasament lângă vagonul său, s-a auzit semnalul apropierii, pe linia principală, a unui marfar al companiei Grand Trunk Railway (din engleză Marea Magistrală sau Marea Trompă). Câteva minute mai devreme, lucrătorul la căi ferate răspunzător de oprirea tuturor trenurilor în timpul îmbarcării trenului lui Barnum își părăsise locul de muncă pentru ca să vadă mai îndeaproape elefantul. Când a auzit semnalul trenului, lucrătorul a fugit în panică înaintea lui, semnalând cu lumină roșie. Mașinistul William Burnip a activat imediat sistemul de frânare, însă trenul, deplasându-se la vale, nu mai putea fi oprit pe o distanță atât de scurtă. Sesizând pericolul, Scott a încercat să-l scoată pe Jumbo de pe terasament. Elefantul s-a împotrivit la început, apoi, speriat de sunetul pătrunzător și lumina orbitoare a locomotivei care se apropia, a alergat la vale, s-a lovit de parapet și, înspăimat, a urcat înapoi pe șine. Scott l-a întors pe Jumbo cu fața spre linia de rezervă și i-a strigat din toate puterile: „Fugi, Jumbo, fugi!”. În câteva clipe locomotiva, aruncându-l pe Tom Thumb de pe șine, s-a izbit în Jumbo, proiectându-l în peretele vagonului său, și a deraiat de pe șine împreună cu primul vagon din spatele ei. Din gura lui Jumbo imediat a țâșnit sânge.
Martorul ocular Edgar Flach, giuvaier din St. Thomas, își amintea despre accident următoarele:
„...și-a întins trompa către dresorul său, l-a cuprins și l-a apropiat de locul unde capul său maiestuos sângera în cenușă. Scotty plângea ca un copil. Peste cinci minute l-au ridicat de la trupul neînsuflețit... În acea noapte Scotty a stat întins lângă trupul prietenului său”
După accident, Barnum a lansat zvonuri precum că Jumbo a murit în încercarea de a-l arunca din fața locomotivei pe Tom Thumb. Această versiune, deși intens mediatizată, nu corespunde mărturiilor celor prezenți la momentul accidentului.
Până dimineață, trupul lui Jumbo a fost atacat de vânători de suvenire din St. Thomas. Aceștia au tăiat smocuri de păr din coadă, au rupt bucăți din colții animalului și au tăiat o parte semnificativă din urechile lui. Când s-a trezit și a văzut trupul mutilat al elefantului, Matthew Scott a căzut victimă a unui acces de isterie.

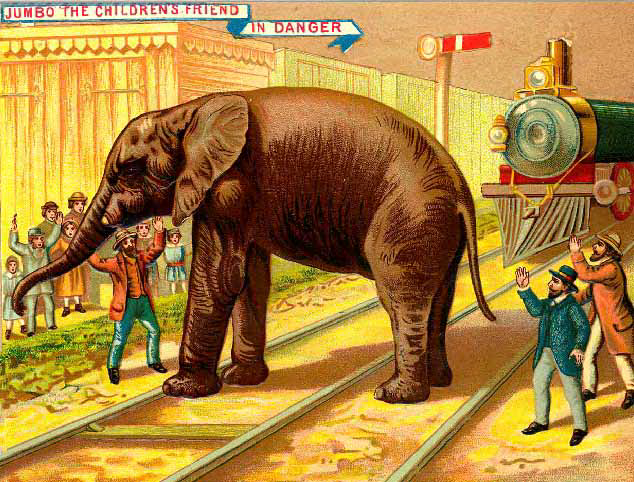
„Jumbo, prietenul copiilor, e în pericol”, carte poștală
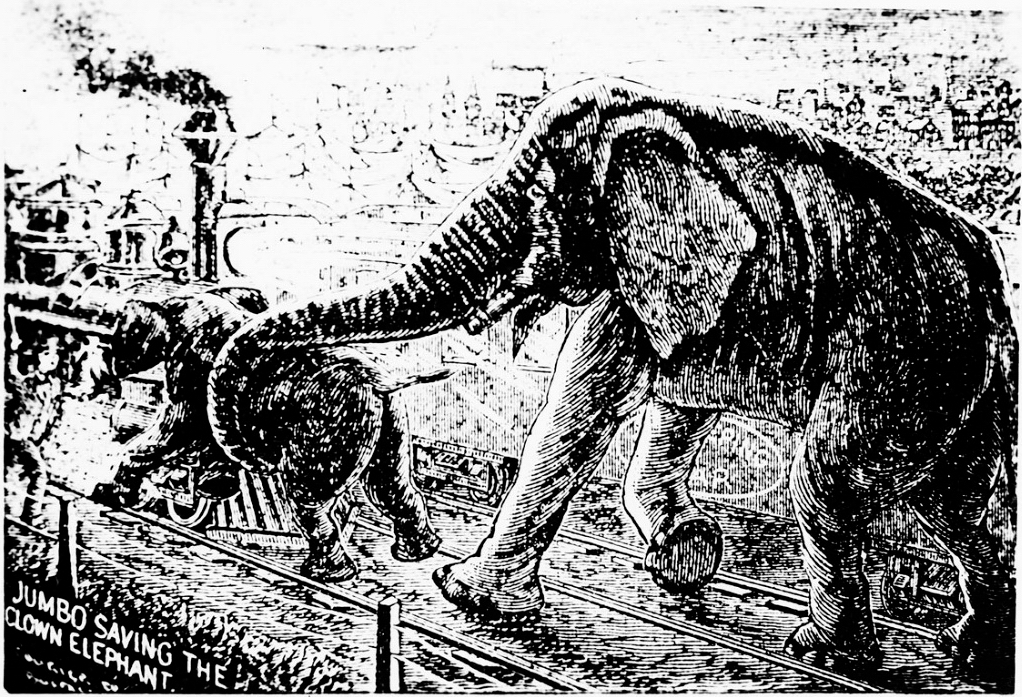
„Jumbo salvând elefantul-clovn”
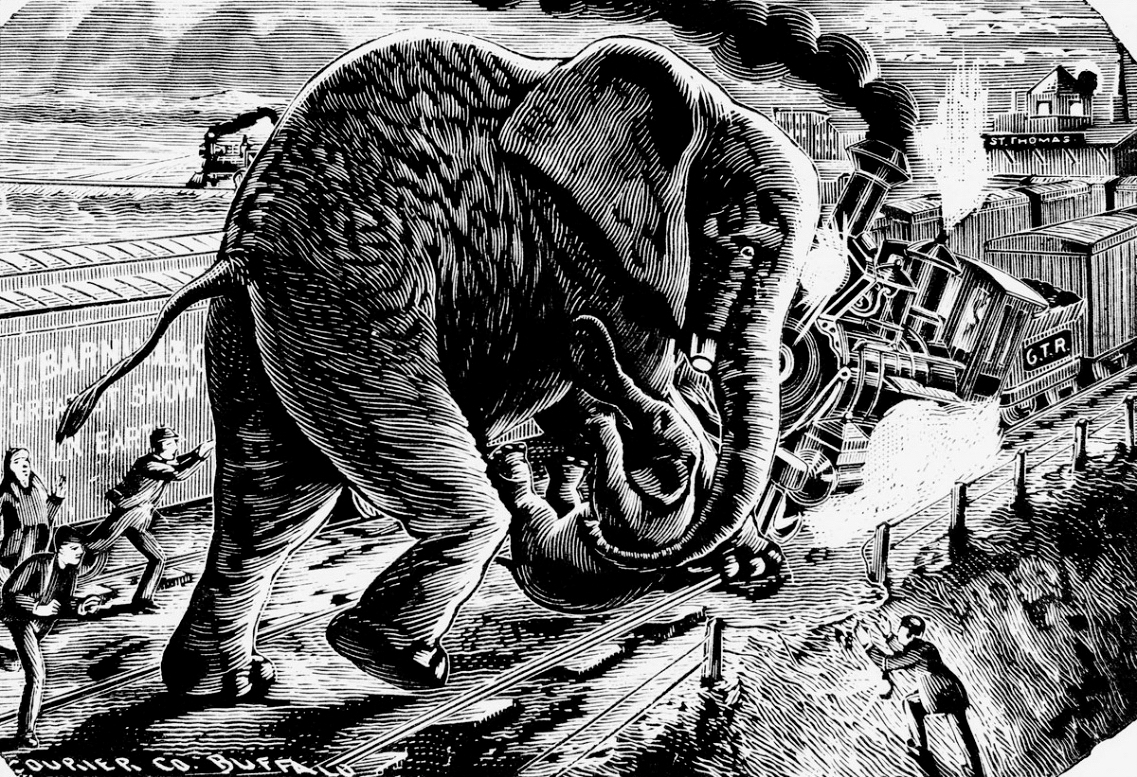
„Jumbo salvându-l pe Tom Thumb”

### După moarte

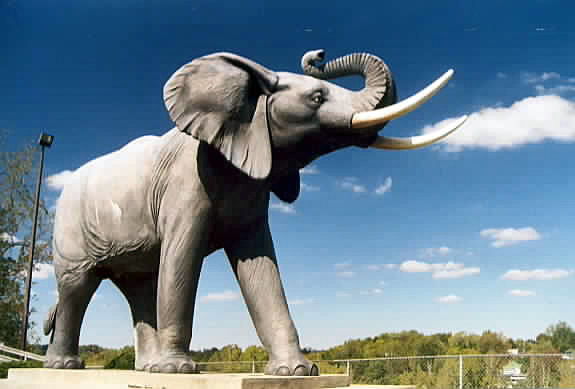
Monument în St. Thomas dedicat lui Jumbo

Barnum a dat în judecată compania de căi ferate. În urma procesului, a primit o compensație de 10.000 de dolari americani și dreptul de a călători gratuit timp de un an pe rutele Grand Trunk. El a declarat că moartea animalului de circ i-a adus pierderi de 100.000$.
Cu permisiunea lui Barnum, trupul neînsuflețit al lui Jumbo a fost măsurat și disecat. Elefantul avea la moarte înălțimea de cca. 4 m și greutatea de aprox. 7 t. În stomacul lui au fost găsite numeroase obiecte nedigerabile, printre care penny britanici, monede de aur și argint, pietricele, chei, bucăți de plumb desprinse din caroseria vagonului, brelocuri, șuruburi, nituri, câteva fire de sârmă și un fluier de polițist. Scheletul animalului a fost dăruit Muzeului American de Istorie Naturală din New York, iar inima a fost vândută pentru 40 de dolari Universității Cornell. La banchetul organizat de Barnum cu ocazia predării scheletului către muzeu, oaspeții au fost serviți cu jeleu gătit din colții lui Jumbo făcuți praf.

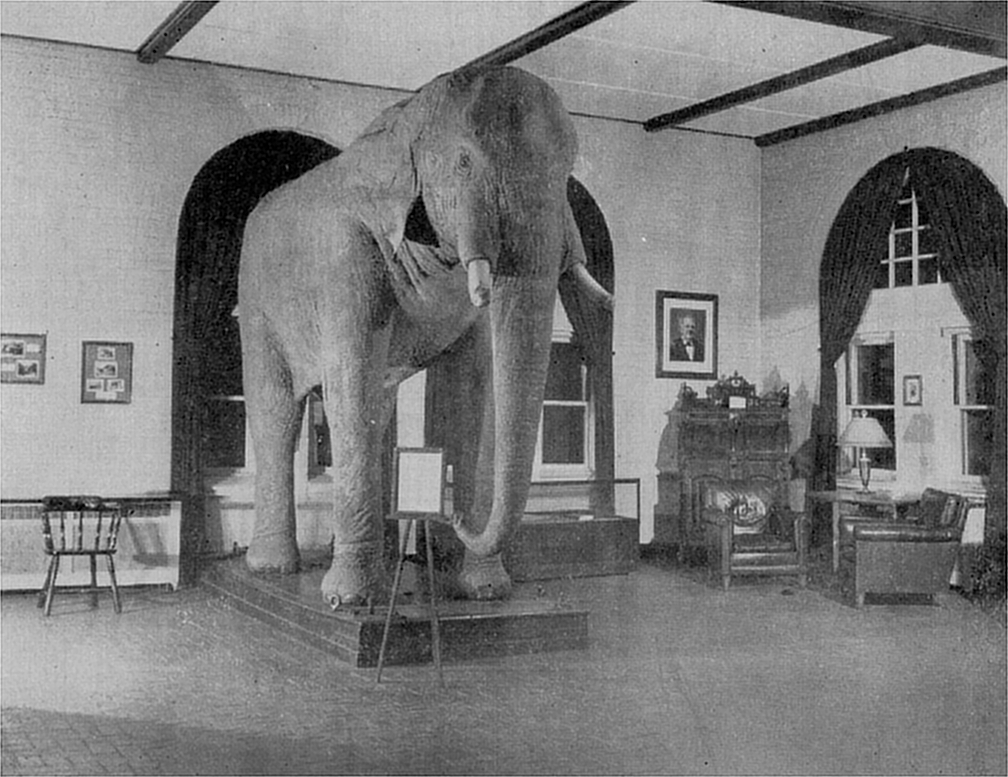
Mumia lui Jumbo, expusă la Universitatea Tufts, 1900

Jumbo a fost împăiat de taxidermii William J. Critchley și Carl Ethan Akeley de la compania de producere a materialelor didactice Ward’s Natural Science. Exponatul obținut a fost instalat pe o platformă specială și a însoțit circul lui Barnum timp de încă câțiva ani. Barnum a adus-o în State și pe Alice, vecina de ocol a lui Jumbo de la Grădina Zoologică din Londra, și a inclus-o în spectacolele de circ în rol de „văduvă” a lui Jumbo. Alice a ars de vie în anul 1887 într-un incendiu care a mistuit încăperea de iarnă a circului lui Barnum din Bridgeport, Connecticut. În 1889, cu doi ani înainte de moartea sa, Barnum a predat mumia elefantului către Barnum Hall, un muzeu de științe ale naturii de pe lângă Universitatea Tufts din Medford, Massachusetts, fondat de el însuși. Muzeul, care adăpostea multe alte lucruri prețioase donate de Barnum, a fost distrus de un incendiu la 14 aprilie 1975. Rămășițele elefantului, sub formă de cenușă, au fost strânse într-un borcan de unt de arahide și sunt păstrate în cabinetul asistentului departamentului de atletism al Universității. Dacă până în 1975 studenții, pentru a avea noroc la examene, obișnuiau să pună monede în trompa elefantului, după 1975 aceștia freacă borcanul cu cenușă. De fiecare dată când se schimbă directorul departamentului de atletism, borcanul este înmânat noului director în cadrul unei ceremonii festive.
Matthew Scott a sperat la o parte din averea lui Barnum ca moștenire, dar s-a ales doar cu o ladă de aramă în care se afla un exemplar semnat al autobiografiei antreprenorului. Scott a mai lucrat câțiva ani în același circ, având sarcina de a curăța regulat mumia elefantului. Cu timpul, a devenit alcoolic și, uitat de lume, s-a stins din viață într-un azil de nevoiași în 1914.
În 1985, cu ocazia împlinirii a 100 de ani de la moartea lui Jumbo, la periferia vestică a orașului St. Thomas a fost instalat un monument de 38 t în memoria lui, la scară naturală.

Sculpturi în campusul Universității Tufts dedicate lui Jumbo
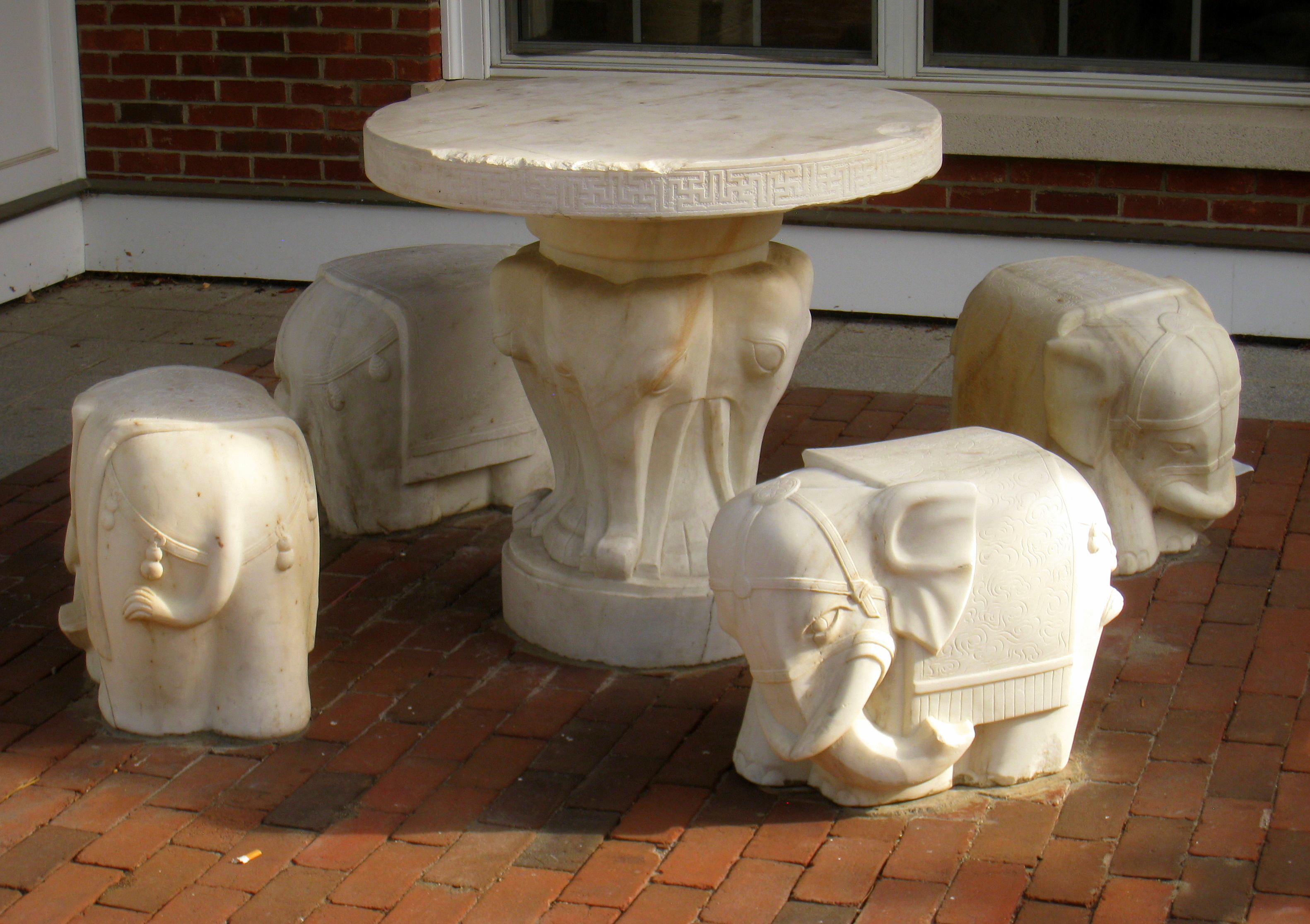
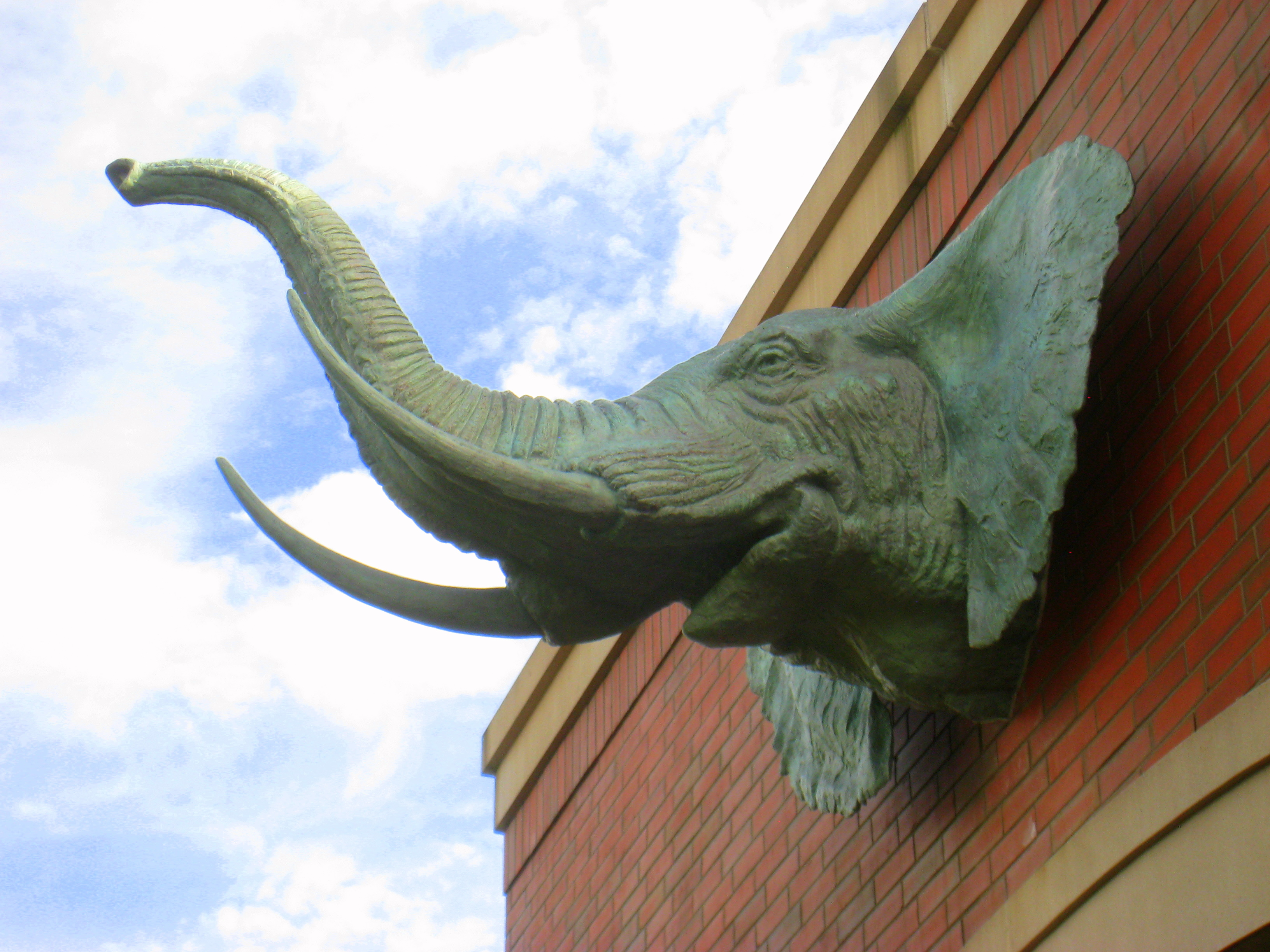
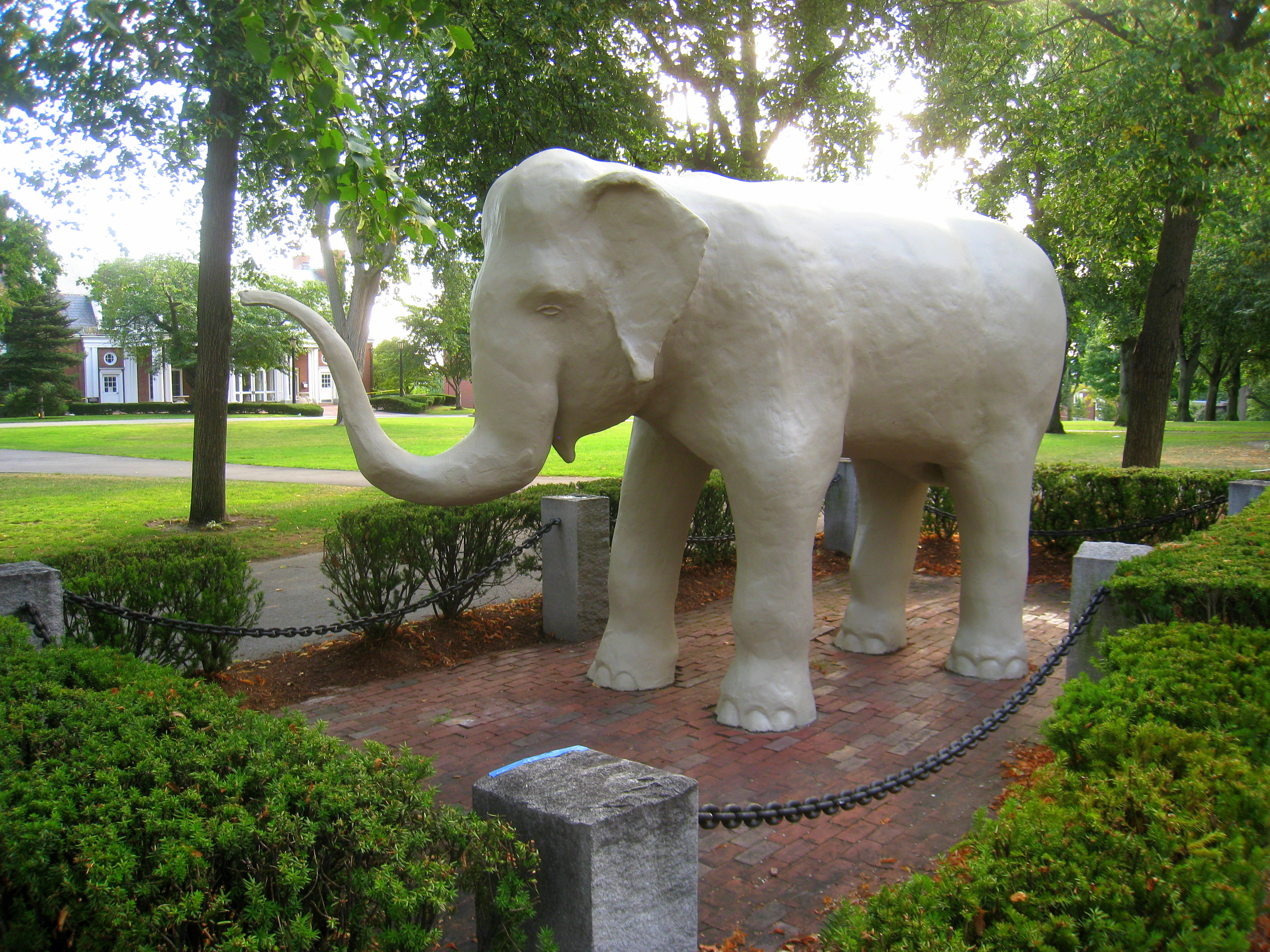

## Rolul în cultură

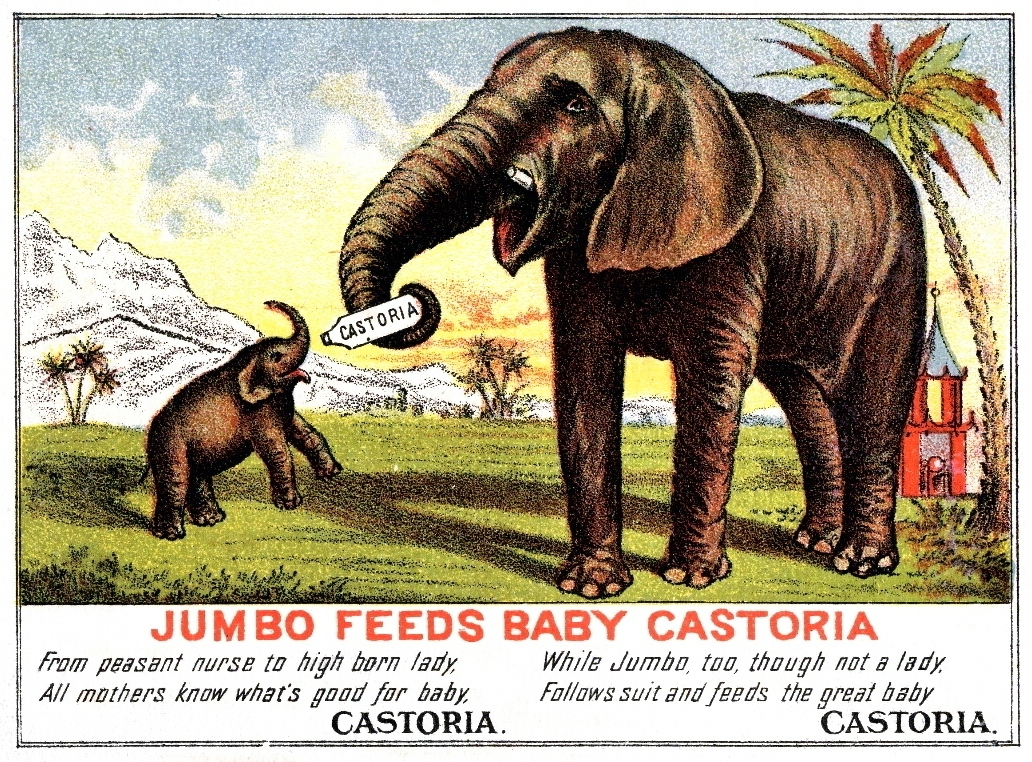
„Jumbo hrănește copilul cu Castoria”, afiș promoțional al companiei farmaceutice „Centaur”, SUA, 1883

Imaginea lui Jumbo poate fi întâlnită pe numeroase afișe, postere, ilustrate și coperți de revistă de la sfârșitul secolului al XIX-lea. Un exemplu în acest sens îl constituie un material promoțional în formă de ilustrată emis în 1883 de compania farmaceutică „Centaur” pentru uleiul de ricin Fletcher’s Castoria, cu textul:
| \| \| Jumbo hrănește copilul cu Castoria Fie dădacă, ori nobilă damă, Ce vrea un copil știe oricare mamă, castoria. Și chiar dacă Jumbo nu e o damă, Știe copilul ce vrea de la mamă, castoria. \| | | Jumbo feeds baby Castoria From peasant nurse to high born lady, All mothers know what’s good for baby, castoria. While Jumbo, too, though not a lady, Follows suit and feeds the great baby, castoria. (Versiune originală) |
| | Jumbo hrănește copilul cu Castoria Fie dădacă, ori nobilă damă, Ce vrea un copil știe oricare mamă, castoria. Și chiar dacă Jumbo nu e o damă, Știe copilul ce vrea de la mamă, castoria. | |

În anii 1935–1936 un musical numit Jumbo a fost jucat pe Broadway. Mai târziu, în 1962, a fost lansat filmul Billy Rose's Jumbo ca adaptare ecranizată a musicalului. În anul 1941 studiourile Disney au realizat filmul de animație Dumbo, după povestirea omonimă scrisă de Helen Aberson în 1939. Personajul principal, Jumbo junior, poreclit „Dumbo” (din engleză dumb = prost), este un elefant de circ care poate zbura, folosindu-și urechile gigantice în loc de aripi.
Aventurile tinerilor locuitori ai orașului Oxford, care au opus rezistență transferului lui Jumbo peste ocean, sunt descrise în romanul istoric The Elephant War, alcătuit de scriitoarea pentru copii Gillian Avery în 1960.

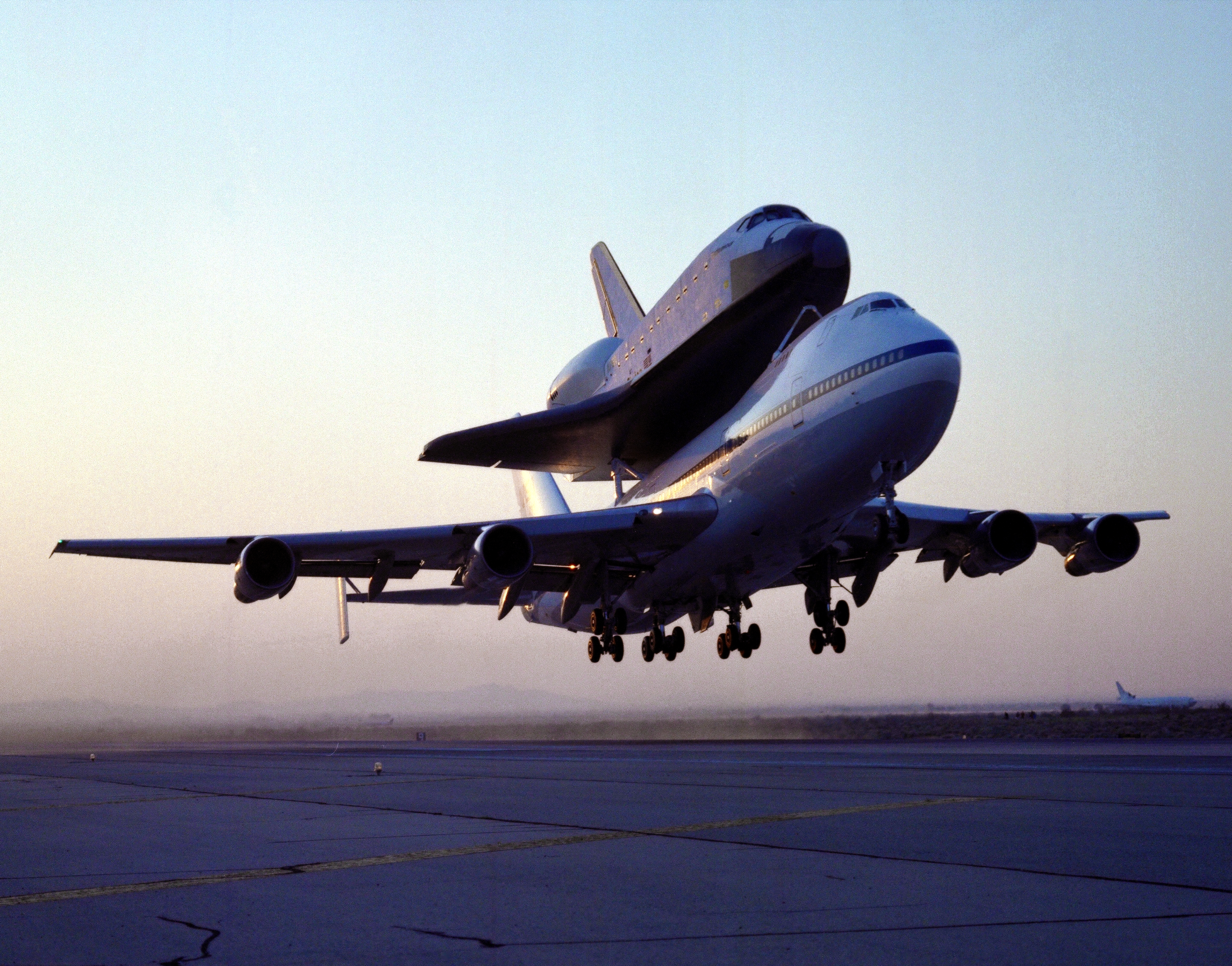
Jumbo Jet duce în spate nava spațială Endeavour. Imaginea amintește de adevăratul Jumbo plimbând vizitatorii prin grădina zoologică.

Avionul de cursă lungă Boeing 747, primul avion de pasageri cu fuzelaj larg, lansat în 1969, a primit porecla Jumbo Jet („turboreactorul Jumbo”). Fiind unul din cele mai recunoscute avioane, 747 a deținut recordul de cel mai mare avion din lume timp de 35 de ani. Însuși termenul „jumbo” a căpătat în limba engleză sensul de „obiect sau ființă de dimensiuni mari”, iar „jumbo jet” se referă azi, prin extindere, la orice avion de dimensiunile lui 747.
Viața lui Jumbo este evocată în cântecul Jumbo’s Last Ride (din engleză „Ultima călătorie a lui Jumbo”) interpretat de cântărețul canadian de folk James Gordon. Cântecul a fost inclus în albumul Pipe Street Dreams (1999).
Fabrica de bere „Railway City” din St. Thomas produce un brand de bere numit Dead Elephant. Denumirea simbolizează rolul lui Jumbo în istoria feroviară a orașului.
Jumbo a devenit numele dat mai multor elefanți de circ. Tendința de a numi unele lucruri în cinstea elefantului a rămas și în ziua de astăzi, prin companiile și localurile care îi poartă numele (rețeaua de hypermarket-uri Jumbo în America de Sud, saloanele de închiriere de filme Jumbo Video în Canada, magazinele de jucării Jumbo S.A. în România, centrul comercial Jumbo în Republica Moldova, etc.).